# روبن ولکوویسکی
روبن ولکوویسکی (انگلیسی: Rubén Wolkowyski؛ زادهٔ ۳۰ سپتامبر ۱۹۷۳) بازیکن بسکتبال اهل آرژانتین بود.
از باشگاه‌هایی که در آن بازی کرده‌است می‌توان به باشگاه بسکتبال المپیاکوس و بوستون سلتیکس اشاره کرد.
وی در مسابقات کشوری و بین‌المللی در مجموع برندهٔ ۳ مدال طلا، ۳ مدال نقره، ۱ مدال برنز شده‌است.